# Radbruch
Radbruch ist eine Gemeinde im Landkreis Lüneburg in Niedersachsen. Sie hat 2.283 Einwohner (Stand 31. Dezember 2023), eine Größe von 22,54 km² und ist Teil der Samtgemeinde Bardowick.

## Geschichte
Eine erste Erwähnung des Ortes befindet sich 1252 im Urkundenbuch des Verdener Domkapitels als „Rotersbrug“. Aus der Abgabe des sogenannten Schmalzehnten kann auf eine überwiegend forst- und landwirtschaftliche Nutzung geschlossen werden. Eine dauerhafte umfängliche Siedlungsaktivität ist für die Zeit nicht belegt.
Ein weiterer urkundlicher Hinweis auf den Ortsnamen enthält die Chronik Memorabilia Historiae Luneburgicae von 1269. Die darin auftauchenden „Radebrokii“ dürften in der Radbrucher Gegend beheimatet gewesen sein. Der Stammsitz der Familie Radbruch war Anfang des 15. Jahrhunderts möglicherweise befestigt. In den Jahren 1450 und 1451 wurde ein zur Vogtei Pattensen zählender Meyerhof erwähnt. Im 16. Jahrhundert entstand die Vogtei Radbruch als Sondergut innerhalb der Vogtei Bardowick. Dies war der Verwaltungssitz der welfischen Besitzungen in diesem Bereich.
Die Vermessung des Kartographen Mellinger von 1592 zeigt „Raarbroock“ als ausgedehntes Wald- und Sumpfgebiet.
Das Atlasblatt Ducatus Luneburgensis. Adiacentiumq. regionum delineatio (1645) von Willem Janszoon Blaeu weist in der Region einen Wald namens „Raarbroeck“ aus. Da Broeck bzw. Brook Sumpfland bezeichnen, dürfte es sich um Bruchwald gehandelt haben. Das eisenhaltige Wasser der Bruchwaldniederung weist oft eine Rotfärbung auf, daher, so die Annahme, der Name roter Bruch (s. a. Roddau – rote Aue), später dann Radbruch. Sollte das Raar lateinischen Ursprungs sein, wäre dies ein Hinweis auf sehr lockeren, verstreuten Baumbestand. Das verbreitetere Rad- oder Rade- deutet jedoch eher auf eine Rodung hin.
In der Kurhannoverschen Landesaufnahme, Blatt 67 „Winsen/Luhe“, aufgenommen 1776, ist an der Stelle der heutigen Ortschaft ein „Meierhoff“ als „königl. Stutery“ eingetragen. Die nördlich angrenzende Flur wird als „der Ratth Bruch“ bezeichnet.
Im Jahre 1885 wurde Radbruch Mitglied des Landkreises Winsen/Luhe und dadurch 1932 eine eigenständige Gemeinde im Landkreis Harburg. Im Jahre 1974 wurde es durch die Gemeindereform Mitglied der Samtgemeinde Bardowick und des Landkreises Lüneburg.
Die neuzeitliche Siedlungsentwicklung begann erst nach dem Wegzug des kurhannoverschen Pferdegestüts 1778. Die mit der Verkoppelung von 1779 entstandenen Hofstellen sind noch heute prägend im Dorfbild erkennbar.
Geradezu berühmt wurde das Dorf im 19. Jahrhundert durch den Schäfer Heinrich Ast. Er kam 1873 auf den Hof Ahlers, war später Fischer und machte sich einen großen Namen als Heilkundiger. Im Jahre 1894 behandelte er in Radbruch täglich bis zu 1000 Patienten. Möglich wurde dies durch die 1848 eröffnete Eisenbahnlinie Hannover–Harburg. Vom Ast’schen Wirken profitierten nicht nur die Patienten. Im Dorf gab es eine ganze Reihe von Herbergs- und Gastronomiebetrieben, die Landwirte boten einen Kutschendienst vom Bahnhof zum Ast’schen Anwesen in der heutigen Bardowicker Straße an. Schäfer Ast starb 1921. Die Praxis wurde bis in die 1990er Jahre fortgeführt. Einige der Ast’schen Mittel sind noch in der Winsener Ratsapotheke erhältlich.

## Politik

### Wahlkreise
Die Gemeinde Radbruch gehört zum Landtagswahlkreis 49 Lüneburg und zum Bundestagswahlkreis 38 Lüchow-Dannenberg – Lüneburg.

### Gemeinderat
Der Gemeinderat Radbruch hat seit der Kommunalwahl 2016 13 Mitglieder. Diese werden durch eine Kommunalwahl für jeweils fünf Jahre gewählt.

Bei der Kommunalwahl 2021 ergab sich folgende Sitzverteilung:
| Gemeinderat 2021Insgesamt 13 Sitze - SPD: 4 - Grüne: 2 - Unabh.: 1 - CDU: 6 |

Vorherige Sitzverteilungen:
| Wahljahr | SPD | CDU | Grüne | Gesamt   |
| 2016     | 6   | 5   | 2     | 13 Sitze |
| 2011     | 6   | 4   | 1     | 11 Sitze |
| 2006     | 5   | 5   | 1     | 11 Sitze |

### Bürgermeister
Bei der konstituierenden Sitzung des Gemeinderates am 5. November 2021 wurde Rolf Semrok (CDU) in offener Wahl zum Bürgermeister wiedergewählt. Ebenfalls in einer offenen Wahl wurde Verena Corsini (CDU) zur stellvertretenden Bürgermeisterin gewählt. Als Verwaltungsvertreter wurde Bernd Peters (Grüne) gewählt.

## Kultur und Sehenswürdigkeiten

### Bauwerke
- Das alte Forsthaus

### Naturdenkmäler
- Radbruchs umgebene Wälder sind geprägt von einer Vielfalt an Flora und Fauna, gelegentlich werden seltene Seeadler gesichtet.[5]

### Sport
- Eine Sportanlage mit integriertem Fußball und Beach-Volleyballplatz sowie eine angeschlossene Tennisanlage sind für die Bürger nutzbar.
- TSV Radbruch, der seit 1948 ortsansässige Sportverein bietet eine Vielzahl an unterschiedlichen Sportarten für Erwachsene und Kinder.

### Freiwillige Feuerwehr
- Im Jahre 1902 wurde die Freiwillige Feuerwehr in Radbruch gegründet und sie ist eine von 9 Wehren in der Samtgemeinde Bardowick. Derzeit gehören etwa 35 Ehrenamtliche der Einsatzabteilung der Feuerwehr an und kümmern sich um die Sicherheit des Brandschutzes im Ort und in der Gemeinde. Zusätzlich sind ca. 30 Kinder zwischen 6 und 10 Jahren, sowie 25 Jugendliche zwischen 10 und 18 Jahren der Jugendabteilungen (Kinder- & Jugendfeuerwehr) angehörig.[6]

### Ausstellungen und Veranstaltungen
- Die Kunstscheune Radbruch für Ausstellungen zeitgenössischer Kunst wurde 2008 vom Künstler Walter Knolle eröffnet.[7] Er selbst arbeitet seit 2000 an seinen Werken in der Kunstscheune. Zwischen dem 10. Juni 2017 und dem 2. Juli 2017 fand die vorerst letzte Ausstellung 10 Jahre Kunstscheune Radbruch statt.[8]
- Der Country-Club Wild West e. V. wurde 1996 gegründet und im selben Jahr fand das erste Country-Fest mit etwa 400 Besuchern statt. Seitdem findet das Country-Fest jedes Jahr statt und bietet am Pfingstwochenende Musik, Pferdeshows, ein Oldtimer-Treffen sowie ein umfangreiches Rahmenprogramm. 2009 besuchten nach Angaben der Veranstalter etwa 5500 Besucher das Fest.[9]

## Wirtschaft und Infrastruktur

### Verkehr
Radbruch liegt an der Bahnstrecke Lehrte–Hamburg-Harburg und wird im Stundentakt von der Linie RB 31 der Metronom Eisenbahngesellschaft bedient, die zwischen Hamburg Hbf und Lüneburg verkehrt.

### Bildung
Zwei Kindergärten und eine Grundschule sind in der Gemeinde vorhanden.

## Persönlichkeiten
- Philipp Heinrich Ast (1848–1921), Schäfer und Heiler